# Circus approximans
El aguilucho lagunero del Pacífico (Circus approximans) es una especie de ave acipitriforme que pertenece a la familia Accipitridae. Es nativo de Australasia. No tiene subespecies reconocidas hasta ahora

## Distribución y hábitat
Su área de distribución incluye Australia, Fiyi, Polinesia Francesa, Indonesia, Nueva Caledonia, Nueva Zelanda, Papúa Nueva Guinea, Tonga, Vanuatu y Wallis y Futuna. Su hábitat natural se compone de matorrales, pastizales, humedales (ciénagas, pantanos, turberas, lagos) y zonas intermareales.